# Bouzic
Bouzic – miejscowość i gmina we Francji, w regionie Nowa Akwitania, w departamencie Dordogne, położona nad rzeką Céou.
Według danych na rok 1990 gminę zamieszkiwały 133 osoby, a gęstość zaludnienia wynosiła 11 osób/km² (wśród 2290 gmin Akwitanii Bouzic plasuje się na 1043. miejscu pod względem liczby ludności, natomiast pod względem powierzchni na miejscu 927.).